# Elassomatidae
Elassomatidae är den enda familjen i underordningen Elassomatoidei som tillhör ordningen abborrartade fiskar. Familjen består av ett enda släkte, Elassoma, som tidigare räknades till familjen solabborrfiskar (Centrarchidae).
De 6 kända arterna förekommer i träsk och kärr eller i långsamt flytande och växtrika vattendrag av södra USA. Utbredningsområdet sträcker sig längs kusten från North Carolina över Florida till sydöstra Texas och i floder norrut till södra Illinois. I motsats till solabborrfiskarna är dessa djur särskilt små. De når högst en kroppslängd mellan tre och fyra centimeter. Dessutom har de en odelad ryggfena och uppvisar ett särskilt beteende vid lektiden.
Under lektiden har hannarna oftast en påfallande kroppsfärg medan honorna alltid är brunaktiga. Därför är dessa djur omtyckta som akvariefiskar. Rommen läggs på eller mellan vattenväxter och hannen vakter äggen tills larverna kläcks.
I akvarium kan de födas upp med små maskar, insekter och kräftdjur, många individer avvisar prefabricerat foder.
Det vetenskapliga namnet för släktet Elassoma är bildat av de grekiska orden ελάσσων (mindre) och σώμα (kropp) och hänvisar liksom det engelska namnet Pygmy sunfish (dvärgsolfiskar) till den mindre storleken jämförd med solabborrfiskarna.

## Arter
- Elassoma alabamae Mayden, 1993.
- Elassoma boehlkei Rohde & Arndt, 1987.
- Elassoma evergladei Jordan, 1884.
- Elassoma okatie Rohde & Arndt, 1987, har bara ett mindre utbredningsområde och listas som sårbar (vulnerable).
- Elassoma okefenokee Böhlke, 1956.
- Elassoma zonatum Jordan, 1877.